# فرهنگ ناظم‌الاطبا
فرهنگ ناظم‌الاطبا در اوایل سدهٔ چهاردهم توسط دکتر میرزا علی‌اکبرخان نفیسی ناظم‌الاطبا تألیف گشت. این فرهنگ به فرهنگ نفیسی و فَرنودسار نیز معروف است.
فرهنگ ناظم‌الاطبا نخستین فرهنگ فارسی است که از حروف لاتین برای نشان‌دادن تلفظ کلمات (آوانگاری) استفاده کرده‌است. پیش از فرهنگ دهخدا، فرهنگ نفیسی جامع‌ترین فرهنگ فارسی بوده‌است.

## دربارهٔ کتاب و مؤلفش
این کتاب شامل چهار جلد بزرگ و مشتمل بر ۲۶ هزار  لغت فارسی و تازی است. از ویژگی‌های این کتاب این است که بسیاری از واژگانی که در زبان فارسی متداول است - اعم از تازی، ترکی، مغولی، زبانهای اروپایی و زبان‌های دیگر و همچنین اعلام تاریخی و جغرافیایی جهان اسلام در این فرهنگ گرد آورده شده‌است.
در هنگام تألیف این فرهنگ، ناظم الاطباء که تا آن زمان به زبان فرانسه مسلط بود، احساس کرد که یادگیری زبان انگلیسی نیز برای مراجعه به منابع و مراجع مناسب لازم است؛ لذا در سن پنجاه و پنج سالگی با همه مشاغل و گرفتاری‌های روزمره‌ای که داشت به فراگیری انگلیسی پرداخت و پس از مدتی در این مهم توفیق یافت. گرچه این لغت‌نامه یکی از سیزده اثری است که در زمینه‌های پزشکی و غیرپزشکی از ناظم الاطباء کرمانی به جای مانده‌است، اما برای تدوین آن بیش از سایر آثار خود زحمت کشیده و حتی تا آخرین ساعات حیات خود در تألیف آن همت گماشته‌است.

## چاپ کتاب
از این اثر که به فرهنگ نفیسی نیز معروف است، از زمان تألیف آن تا بیست سال بعد، یک نسخه منحصر به فرد به خط مؤلف باقی‌مانده بود. به کوشش سعید نفیسی فرزند ناظم‌الاطبا، میرزا آقا دیوان‌بیگی نماینده بلوچستان، طرحی به تصویب مجلس شورای ملی رساند که فرهنگ ناظم‌الاطبا را چاپخانه مجلس چاپ کند. این چاپخانه یکی از بزرگ‌ترین چاپخانه‌های ایران در آن زمان بود. سعید نفیسی در مقدمه این فرهنگ نوشته‌است:
مهم‌ترین تألیف مرحوم «ناظم الاطباء» که تا پایان زندگی خویش یعنی سه ساعت مانده به غروب روز دوشنبه ۲۶ ذیقعده ۱۳۴۲ قمری برابر با ۹ خرداد ماه ۱۳۰۳ خورشیدی که در تهران پس از چند روز بستری بودن به سن ۷۹ سالگی به بیماری اسهال خونی (ذوسنطاریا) درگذشت، همواره حواس وی مشغول آن بود، همین کتاب حاضر می‌باشد که وی بیش از بیست و پنج سال از زندگی خود را صرف نوشتن آن کرد. او در نوشتن این کتاب پشتکار و ابرام و حوصله فوق‌العاده بروز داد و مدت بیست و پنج سال تمام همین که از وظایف پزشکی خود فارغ می‌شد، به کتابخانه خود می‌رفت و دنباله کار را می‌گرفت. برای اینکه نمونه‌ای از شور و دلبستگی وی نسبت به این کار روشن شود کافیست تا بیاد آوریم که او برای مراجعه به مراجع انگلیسی ناگزیر در سن ۵۵ سالگی به آموختن این زبان پرداخت و نیز وقتی از بس در پی این کار روز و شب نشسته و حرکت را برخود حرام کرده بود، در رانهای وی حالت قانقاریایی آشکار شد که چندی به معالجه آن می‌پرداخت.

## برخی ویژگیها
نسخه اصل کتاب شامل چهار مجلد بزرگ به قطع رحلی است، و به جز ۱۸۳ صحیفه آن را که کاتب (خوشنویس) نوشته، بازمانده آن به خط مؤلف است و در ۳۳۱۷ صحیفه نوشته شده‌است. این نسخه شامل ۹۹٬۵۵۲ واژهٔ تازی و ۵۸٬۸۷۹ لغت فارسی است؛ یعنی روی هم رفته ۱۵۸٬۴۳۱ واژه دارد.
این فرهنگ افزون بر دربرگرفتن بیشتر واژگان به‌کار رفته در فارسی، برای بسیاری از واژگان خلاصه‌ای از علوم به ترتیب دائرةالمعارف آورده شده و بسیاری از نام‌های تاریخی و جغرافیایی ایران و اسلام و کشورهای دیگر را نیز دربردارد.